# پندلتن تایمز
پندلتن تایمز (انگلیسی: Pendleton Times) هفته‌نامه‌ای است که در فرانکلین، ویرجینیای غربی و اطراف شهرستان پندلتن منتشر می‌شود. این نشریه دارای تیراژ ۴٬۲۲۶ است و تحت مالکیت شرکت پندلتن تایمز قرار دارد.
این نشریه در سال ۱۹۱۳ به‌عنوان یک نشریهٔ مستقل توسط ویلیام مک‌کوی، از ساکنان منطقه، تأسیس شد. تا سال ۱۹۲۱  تیراژ آن به ۱٬۷۱۵ رسیده بود.
در ۱۸ آوریل ۱۹۲۴، چاپخانه پندلتن تایمز براثر ریختن بنزین در موتور چاپخانه توسط اپراتور، دچار حریق گسترده در شهر فرانکلین شد. براساس گزارش آسوشیتدپرس، تا صبح روز بعد بجز نقشه شهر، بخش عمده‌ای از شهر در آتش سوخت.
ویلیام مک‌کوی جونیور که در سال ۱۹۵۲ به‌عنوان مدیر روزنامه آغاز به کار کرد، پس از مرگ پدرش بر اثر سکته مغزی در سال ۱۹۶۵، مسئولیت کامل این روزنامه را برعهده گرفت. او در سال ۲۰۰۸ در سن ۸۷ سالگی، پس از سال‌ها تصدی به‌عنوان ناشر روزنامه، درگذشت. این روزنامه تا به امروز تحت مالکیت خانوادهٔ مک کوی باقی مانده‌است و مالک و ناشر فعلی آن جان مک‌کوی است.
پندلتن تایمز دارای یک صفحه در فیس‌بوک و یک حساب کاربری در توییتر است، اما وب‌سایت رسمی ندارد. این روزنامه تنها روزنامهٔ شهرستان پندلتن است و توسط کمیسیون شهرستان پندلتن به‌عنوان روزنامهٔ محلی این شهرستان ثبت‌شده‌است.